# Dr. T y las mujeres
Dr. T y las mujeres (título original Dr. T. & the Women) es una comedia romántica del 2000 dirigida por Robert Altman. Es protagonizada por Richard Gere como el ginecólogo Dr. Sullivan Travis ("Dr. T") y Helen Hunt, Farrah Fawcett, Laura Dern, Shelley Long, Tara Reid, Kate Hudson y Liv Tyler como las diversas "mujeres" que abarcan su vida cotidiana. La película fue filmada en Dallas, Texas, y fue lanzada en los cines de EE. UU. el 13 de octubre de 2000. La música de la película fue compuesta por el cantante de country alternativo Lyle Lovett, que lanzó un álbum en septiembre de 2000.

## Trama
El Dr. Sullivan Travis (también conocido como "Dr. T") (Richard Gere) es un ginecólogo de Dallas, el cual atiende a algunas de las mujeres más ricas de Texas, y quien encuentra su vida idealista desmoronarse cuando su esposa, Kate (Farrah Fawcett), sufre una crisis nerviosa y es internada en un hospital psiquiátrico. La hija mayor del Dr. T, Dee Dee (Kate Hudson), está planeando seguir adelante con su vida a pesar del secreto que ella es lesbiana y está en una relación con Marilyn (Liv Tyler), la dama de honor. La hija menor del Dr. T, Connie (Tara Reid), es una teorista de la conspiración quien tiene su propia agenda para todo, mientras que la secretaria del Dr. T, Carolyn (Shelley Long), tiene sentimientos hacia él, los cuales no son mutuos. La cuñada del Dr. T, Peggy (Laura Dern), se entromete en todas las situaciones en las que tropieza, mientras que una mujer, Bree (Helen Hunt), una instructora de golf, es la única que le ofrece comodidad y salvación. Hacia el final, parece que Bree está viendo a uno de sus compañeros de golf.

## Elenco
- Richard Gere como Dr. Sullivan Travis (Dr. T)
- Helen Hunt como Bree Davis.
- Farrah Fawcett como Kate Travis.
- Laura Dern como Peggy.
- Kate Hudson como Dee Dee Travis.
- Liv Tyler como Marilyn.
- Shelley Long como Carolyn.
- Tara Reid como Connie Travis.
- Robert Hays como Harlan.
- Matt Malloy como Bill.
- Andy Richter como Eli.
- Lee Grant como Dr. Harper
- Janine Turner como Dorothy Chambliss.
- Sarah Shahi como animadora (no acreditada).

## Lanzamiento y críticas
Dr. T & the Women fue lanzada en los cines de EE. UU. el 13 de octubre de 2000, recaudando $5,012,867 en su primer fin de semana en 1,489 cines, llevándola al número 7 en el fin de semana del 13 de octubre de 2000 con la recaudación de $13,113,041 en los Estados Unidos. Luego fue lanzada en Reino Unido el 6 de julio de 2001, y ganó $9,731,250 ganancias en el extranjero. 
La película recibió críticas mixtas de los críticos. El crítico Roger Ebert le dio a la película tres estrellas, diciendo, "Cuando escuchas que el Dr. T es un ginecólogo interpretado por Richard Gere, asumes que es una máquina de moar por sus pacientes. Nada podría estar más lejos de la verdad." Rotten Tomatoes informó que la película tuvo el 58% de críticas positivas, basada en 102 críticas.
Metacritic informó que la película tuvo una puntuación de 64 de 100, basado en 35 críticas.

## Taquilla
| \| País \| Recaudación[5] \| \| --------------- \| -------------- \| \| Estados Unidos \| $13 113 041 \| \| Alemania \| $589 249 \| \| Austria \| $518 370 \| \| Dinamarca \| $87 077 \| \| Reino Unido \| $44 919 \| \| Australia \| $19 277 \| \| República Checa \| $12 911 \| \| Islandia \| $4 057 \| |             |
| País | Recaudación |
| Estados Unidos | $13 113 041 |
| Alemania | $589 249    |
| Austria | $518 370    |
| Dinamarca | $87 077     |
| Reino Unido | $44 919     |
| Australia | $19 277     |
| República Checa | $12 911     |
| Islandia | $4 057      |